# Croton glabellus
Espèce
Classification APG III (2009)
 Croton glabellus est une espèce de plantes à fleurs du genre Croton et de la famille des Euphorbiaceae, présente du Mexique jusqu'en Amérique tropicale.

## Synonymes
- Oxydectes glabella (L.) Kuntze
- Croton fruticosus Mill.
- Croton spicatus P.J.Bergius
- Croton pallens Sw.
- Croton avenius Geiseler
- Croton glanduliferus Vahl
- Croton niveus Billb. ex Beurl. (nom. illégitime)
- Croton hookerianus Baill.
- Croton lucidus var. glanduliferus (Vahl) Griseb.
- Croton lucidus var. pubigerus Griseb.
- Croton lucidus var. polytrichus Urb.
- Croton campechianus Standl.